# موريتز كريمر
موريتز كريمر (بالألمانية: Moritz Krämer)‏ هو مغن مؤلف ومخرج ألماني، ولد في 16 مارس 1980 في بازل في سويسرا.

## وصلات خارجية
- موريتز كريمر على موقع IMDb (الإنجليزية)
- موريتز كريمر على موقع ألو سيني (الفرنسية)
- موريتز كريمر على موقع ميوزك برينز (الإنجليزية)
- موريتز كريمر على موقع ديسكوغز (الإنجليزية)
- موريتز كريمر على موقع قاعدة بيانات الفيلم (الإنجليزية)
- موريتز كريمر على موقع كينوبويسك (الروسية)